# Никольский, Сергей Иванович
Сергей Иванович Никольский (05.07.1923—18.09.2002) — российский физик, член-корреспондент АН СССР (1984) и РАН (1991).

## Биография
Родился в городе Ливны Орловской области.
В 1941—1943 годах служил в Красной армии, участник Великой Отечественной войны (Западный фронт), был тяжело ранен — ему ампутировали правую руку.
Окончил физический факультет Московского государственного университета им. М. В. Ломоносова (1948).
С 1947 г. в Физическом институте им. П. Н. Лебедева Академии наук СССР (ФИАН): дипломник, аспирант, младший научный сотрудник, старший научный сотрудник, директор Отделения ядерной физики и астрофизики.
В 1952 г. защитил кандидатскую диссертацию на тему «Исследование генетически связанных ионизационных толчков».
В 1952—1959 годах участвовал в ежегодных экспедициях на Памир, занимавшихся исследованием широких атмосферных ливней, руководил группой сотрудников ФИАН и студентов.
Под его руководством на Памирской и Тянь-Шаньской станциях были созданы комплексные установки для исследования широких атмосферных ливней с целью изучения первичного космического излучения при сверхвысоких энергиях (1014—1017 вольт). На Тянь-Шаньской станции был построен большой гамма-телескоп для изучения источников космических лучей по черенковскому излучению ливней в атмосфере.
В 1967 году защитил докторскую диссертацию на тему «Широкие атмосферные ливни космического излучения и взаимодействие частиц сверхвысокой энергии».
Член-корреспондент АН СССР (1984) и РАН (1991). Профессор, читал курсы лекций в Московском Государственном университете им. М. В. Ломоносова и Московском инженерно-физическом институте.
Лауреат Ленинской премии 1982 года в составе коллектива, в который кроме него входили: Ефимов, Никодим Николаевич, Красильников, Дмитрий Данилович — заведующие лабораториями Института космических исследований и астрономии Якутского филиала Академии наук СССР; Зацепин, Георгий Тимофеевич — заведующий отделом Института ядерных исследований Академии наук СССР; Скобельцын, Дмитрий Владимирович — консультант Физического института имени П. Н. Лебедева Академии наук СССР; Христиансен, Георгий Борисович — Начальник отдела Научно-исследовательского института ядерной физики МГУ имени М. В. Ломоносова.
Лауреат Международной премии Болгарской академии наук.
Похоронен на Троекуровском кладбище в Москве (уч. 5).

## Труды
- Перспективы экспериментальных исследований неупругих взаимодействий адронов в области энергий 10??-10?? эв (проект эксперимента «Адрон») / С. И. Никольский, Е. И. Тукиш. — Москва : [б. и.], 1974. — 39 с. : ил.; 20 см. — (Препринт/ АН СССР. Физ. ин-т им. П. Н. Лебедева; № 111).
- Энергетический спектр первичного космического излучения высокой энергии / С. И. Никольский; АН СССР. Физ. ин-т им. П. Н. Лебедева. Лаборатория косм. лучей. — Москва : [б. и.], 1970. — 22 с., 4 л. ил.; 21 см.
- Необходимость гипотезы о новом процессе передачи энергии в электронно-фотонную лавину нуклонами с энергией выше 10¹³ ЭВ / С. И. Никольский; Физ. ин-т им. П. Н. Лебедева АН СССР. Лаборатория косм. лучей. — Москва : [б. и.], 1966. — 21 с., 5 л. ил. : ил.; 21 см.